# Max Payne
Max Payne és un videojoc d'acció en tercera persona i entorn 3D desenvolupat per a PC per la companyia finlandesa Remedy Entertainment, produït per 3D Realms i publicat per Gathering of Developers al juliol de 2001. El joc també va ser dut a altres plataformes com Xbox, Playstation 2, Macintosh i Gameboy Advance.

## Sistema de joc
A través de nivells o fases, amb pauses amb seqüències cinemátiques en les quals el jugador no intervé, simplement observa el desenvolupament. Aquestes pauses desenvolupen la història a través de vídeos i una novel·la gràfica.

### Bullet Time
Max Payne va ser un dels primers videojocs a implementar el bullet time (temps bala), que tan popular es va fer després de la pel·lícula Matrix (no obstant això, el temps bela d'aquest joc està inspirat en les pel·lícules de John Woo, i no en Matrix, el joc ja s'estava desenvolupant quan Matrix va aparèixer en els cinemes). Quan s'activa, aquest fa que l'acció del joc es posi en càmera lenta, i encara que els moviments de Max també baixen de velocitat, el jugador pot reaccionar en temps real per a realitzar atacs més precisos o per a evitar les bales dels enemics. Max també pot fer moviments especials mentre estigui activat el bullet time, com saltar cap als costats mentre segueix disparant. No obstant això, l'efecte del bullet time és limitat i s'amida per una espècie de rellotge de sorra que es troba al costat de l'indicador de la salut del jugador. Aquest rellotge de sorra es recarrega a mesura que Max Payne acabi amb els enemics.
També en algunes parts del joc, quan un cap o l'últim enemic d'un grup és abatut, el punt de vista canvia i podem veure el seu cos caient mentre la càmera es mou al seu voltant.

### Max Paynea Game Boy Advance
La versió del joc per a la Game Boy Advance va ser desenvolupada per Mobius Entertainment Ltd, ara coneguda com a Rockstar Leed la manera de joc difereix bastant respecte a l'original. En lloc de ser estar en un entorn 3D, el joc està basat en sprites i té una perspectiva isomètrica. No obstant això algunes característiques com la història i el bullet time es mantenen, encara que alguns nivells de l'original van ser omesos. El joc fins i tot inclou una gran part de la novel·la gràfica de l'original amb les respectives veus.

## El joc

### Creació de Max Payne
El creador del personatge de Max Payne és l'actor i guionista Sam Lake, qui a més es va col·locar a si mateix com a model per al personatge en el primer joc, ja que no tenien recursos per a contractar actors (de fet, tots els actors que van servir de model en Max Payne són els programadors del joc), però no per a la Max Payne 2, on es va contractar a Timothy Gibbs com a Max, a més d'altres actors professionals i Lake només es va limitar a escriure la trama. No obstant això la veu en anglès, James McCaffrey, és la mateixa per a ambdós jocs.

### Armes
- Tub d'acer

- Bat de beisbol

- Beretta 92F/FS

- Desert Eagle

- Escopeta de corredissa

- Escopeta retallada

- Pancor Jackhammer

- Ingram MAC-10

- Colt Commando

- Granada de mà

- Còctel molotov

- Escopeta llançagranades M79

- Fusell de franctirador

## Seqüeles i altres

### Max Payne 2: The Fall of Max Payne
En la seqüela del joc, Max Payne torna al departament de policia de Nova York, lliurant-se dels càrrecs que tenia en la seva contra gràcies a Alfred Wooden. Tot sembla haver tornat a la normalitat quan es veu enfrontat a una banda de delinqüents que tenen una tapadora com netejadors, als quals després acaba "batejant-los" com "Comandos". durant la seva investigació s'embulla amorosament amb la sexy caçarrecompenses Mico Saix, la qual ja feia la seva aparició en la primera part i Max va creure morta al rebre un tir en el cap (per a salvar a Max) dintre d'un ascensor en l'edifici altíssim de Horne, la infeliç que va usar a Max com rata de laboratori. Des d'allí comença una carrera per diversos escenaris on ha d'acabar amb distints delinqüents, colles i bandes amb millors armes que la primera part però, per desgràcia, no apareix la destructiva escopeta llançagranades M79. Després d'una embullada baralla entre Max i "Els Netejadors", Max descobreix que el líder era Vladimir "El Capo de la màfia russa" el qual ho ajuda contra Punchinello en la primera part, Vladimir gelós de la suposada relació entre Max i Mico decideix disparar a la despampanant assassina provocant la ira de Max. Aquesta versió té dos finals: 
- Mico mor en braços de Max producte del tir de Vladimir, deixant a Max com l'únic supervivent del tiroteig.

- Mico assoleix sobreviure al tir de Vladimir, i és, juntament amb Max, un dels supervivents del tiroteig encara que els experts no consideren aquest final com el veritable (aquest final es pot veure guanyant el joc en el nivell "Va ingressar cadàver").

### Max Payne 3
Fou llençat el maig de 2012 per PlayStation 3, Xbox i PC.

## Pel·lícula
20th Century Fox serà la productora de la pel·lícula de Max Payne. En l'adreça del film estarà John Moore (remake de La profecia, Després de la línia enemiga), com guionista Beau Thorne i com a actor principal que encarnarà la pell de Max Payne, Mark Wahlberg (The Italian Job, El tirador).
S'estima que la pel·lícula s'estreni a Espanya i Estats Units el 17 d'octubre de 2008.